# Landesverband für Markthandel und Schausteller Hessen
Der Landesverband für Markthandel und Schausteller Hessen e. V. (kurz: LMS Hessen) ist eine Organisation des Markt- und Reisegewerbes für rund 6500 selbständige Unternehmen in Hessen.

## Geschichte
Der Verein wurde am 19. November 1990 gegründet. Er ging aus der Auflösung der Vorgängerorganisation HLV (Hessischer Landesverband des ambulanten Gewerbes) hervor. Gründungspräsident war Uwe Reichert, der dem Verband bis zu seiner Umstrukturierung im Mai 2003 vorstand. Im Jahre 1996 wurde dem Verband die Veranstaltungsorganisation Markt und Fest Projekt angegliedert und im Jahr 2000 wurde eine hauptamtliche Geschäftsstelle eingerichtet. Der Verband organisiert Märkte wie den Schillermarkt und den Kaisermarkt in Frankfurt am Main sowie den Altstadtmarkt in Langen. Die Fanmeile zur Fußball-Weltmeisterschaft 2006 wurde von ihm durchgeführt.

## Organisation
Im Verband sind Berufsgruppen des Markt- und Reisegewerbes organisiert. Mitglieder sind somit Wochen- und Krammarkthändler, Schausteller, Direktvermarkter, Selbsterzeuger und Propagandisten. Die Mitgliederstruktur umfasst Orts- und Bezirksverbände, aber auch Einzelmitglieder und kooperierende Kommunen. Der Verbandsvorstand ist in Arbeits- und Zuständigkeitsbereiche untergliedert, die im Beirat des Präsidiums durch jeweils ein Mitglied vertreten sind. Der Verband verfügt über eine Rechtsabteilung. Die Verwaltung erfolgt durch die hauptamtlich besetzte Landesgeschäftsstelle sowie die ehrenamtlichen Außenstellen. An den Verband ist ein wirtschaftlicher Zweckbetrieb angeschlossen.
Sitz laut Statut ist Gießen, die Verwaltung ist in Mengerskirchen. Der Verein wird von dem Geschäftsführer Roger Simak geführt und beschäftigt 16 Mitarbeiter. Der LMS gibt die Fachzeitschrift Der Hessenmarkt heraus.

## Ziele
Der Verein vertritt die grundsätzlichen Belange seiner Mitglieder, unter anderem gegenüber der Hessischen Landesregierung. Ein Satzungszweck ist die Bekämpfung unlauteren Wettbewerbs. Die Interessen auf Bundes- und Europaebene werden über den Dachverband BSM in Berlin und Bonn wahrgenommen. Der LMS bietet branchenspezifische Fortbildungsmöglichkeiten an und pflegt einen engen Kontakt zu den Industrie- und Handelskammern in Hessen sowie zum Bund der Steuerzahler Hessen e. V.

## Weblink
- Offizielle Website